# Таљата (Бергамо)
Таљата је насеље у Италији у округу Бергамо, региону Ломбардија.
Према процени из 2011. у насељу је живело 8 становника. Насеље се налази на надморској висини од 799 м.